# Tino Weber
Tino Weber (Merseburgo, Alemania, 12 de febrero de 1970) es un nadador retirado especializado en pruebas de estilo espalda. Fue medalla de bronce en la prueba de 200 metros espalda durante el Campeonato Europeo de Natación de 1989.
Representó a Alemania durante los Juegos Olímpicos de Barcelona 1992.

## Palmarés internacional
| Campeonato Europeo de Natación | Campeonato Europeo de Natación | Campeonato Europeo de Natación | Campeonato Europeo de Natación |
| Año                            | Lugar                          | Medalla                        | Prueba                         |
| ------------------------------ | ------------------------------ | ------------------------------ | ------------------------------ |
| 1989                           | Bonn (Alemania)                | Medalla de bronce              | 200 m espalda                  |
| 1995                           | Viena (Austria)                | Medalla de bronce              | 4x100 m estilos                |